# Ischnomesus bruuni
Ischnomesus bruuni is een pissebed uit de familie Ischnomesidae. De wetenschappelijke naam van de soort is voor het eerst geldig gepubliceerd in 1956 door Wolff.